# Asp (cohete)

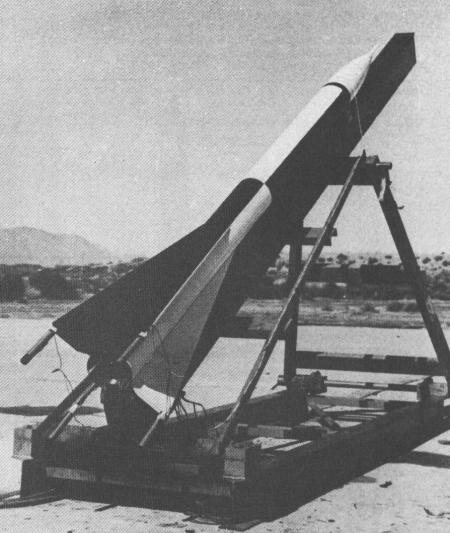
Cohete Asp en su rampa de lanzamiento.

Cohete sonda estadounidense, usado entre 1955 y 1962. Asp significa American sounding rocket o Atmospheric Sounding Projectile. Fue diseñado por la marina de los Estados Unidos para estudiar los hongos atómicos resultantes de las explosiones nucleares.
Se trataba de un cohete de una sola etapa capaz de llevar cargas de hasta 11 kg en el cono del morro. Usaba un motor Grand Central Rocket alimentado por combustible de estado sólido. El motor fue inicialmente diseñado para competir en la sustitución del motor Deacon, utilizado en los cohetes Nike, pero el contrato fue ganado por otra compañía (la Thiokol, con su motor Cajún). Sin embargo, el motor de Grand Central tenía un mayor rendimiento y fue elegido para ser montado en el Asp.
Tras pruebas en White Sands, fueron utilizados en la Operación Redwing (pruebas nucleares), disparados en dos salvas de seis cohetes cada una. Posteriormente fueron utilizados para estudios solares y de la atmósfera superior usándolo como segunda etapa en un cohete en el que la primera etapa consistía de un lanzador Nike.
Los Asp eran lanzados desde rampas móviles de inclinación variable. Llevaban bengalas en las aletas estabilizadoras para facilitar su seguimiento óptico.
En total se lanzaron 37 cohetes Asp (el primero de ellos el 1 de diciembre de 1955, aunque otras fuentes citan el 27 de diciembre, y el último el 14 de junio de 1962), con una tasa de éxito del 93,30 %.

## Datos técnicos
- Carga máxima: 11 kg.
- Apogeo: 110 km.
- Empuje al despegue: 42 kN.
- Masa total: 111 kg.
- Diámetro del cuerpo principal: 0,17 m.
- Longitud total: 3,68 m.
- Envergadura: 0,51 m.